# Anatetranychus hakea
Anatetranychus hakea är en spindeldjursart som beskrevs av Womersley 1940. Anatetranychus hakea ingår i släktet Anatetranychus och familjen Tetranychidae. Inga underarter finns listade i Catalogue of Life.